# Peter Tschernig
Peter Tschernig (* 12. April 1945 in Chemnitz; † 15. September 2017 ebenda) war ein deutscher Musiker.

## Werdegang
Tschernig bekam 1953 von seinen Großeltern ein Akkordeon geschenkt und nahm bis 1958 Musikunterricht. 1958 wurde er Tenorhornist im Blasorchester Karl-Marx-Stadt.
Nach seiner Mittleren Reife 1962 absolvierte er eine Lehre als Elektromechaniker, die er 1965 mit der Gesellenprüfung abschloss. Mit der Beatlemania stieg er auf die Gitarre um, gründete seine erste Band und spielte als Gitarrist und Sänger in verschiedenen Amateurbands. 1974 erfolgte eine Ausbildung zum Profi-DJ; er war anschließend als freiberuflicher DJ, Programmgestalter und Regisseur der Unterhaltungskunst in der DDR tätig.
Tschernig ging 1977 als Sänger zur Gruppe Express, verließ sie aber schon 1978, um eine Solokarriere als Countrymusiker und Songwriter zu starten. 1979 gründete er, angelehnt an seinen Song Taxi 408, die Band TAXI. Aufgrund der zunehmenden Konzerttätigkeit im In- und Ausland gab er 1983 seine DJ-Tätigkeit auf. Mit der Gründung einer eigenen Künstleragentur in Ost-Berlin zog er sich 1989 aus dem Tourneegeschäft zurück.
Beim MDR 1 Radio Sachsen startete Peter Tschernig 1992 die Radiosendung Let’s go Country, die bis 2004 lief. Im Auftrag des MDR-Fernsehens moderierte er 1994, nach einer gemeinsamen Idee mit Michael Leckebusch, die Pilotsendung Music City USA in Bremen. 2004 kehrte er wieder ins Tonstudio zurück. Aufgrund des Erfolges der neuen Single Was willst du denn da oben ohne mich stieg Tschernig wieder als Sänger und Songwriter in das Musikgeschäft ein.
Im Film Netto (2005) spielte Tschernig sich selbst in einem Gastauftritt.
Tschernig hinterlässt zwei Kinder.

## Diskografie

### Singles und EPs
- Schlaf schön, Rosmarie / Ich hab’ zu Haus’… – mit Expreß (1978)
- Gut dreißig Jahre bin ich alt / Leb wohl, altes Haus (1979)
- Taxi 408 / Die Woche fängt ja gut an (1980)
- Mein erstes selbstverdientes Geld / Also dann – alter Junge (1982)
- Mein bester Kumpel / In dem Haus, in dem er jetzt wohnt (1985)
- Alle zwei Sekunden / Jeden vierten Sonntag (1985)

### EPs
- Miteinander – Peter Tschernig & Western Union (1988)
- Sachsenring als P & P Old Man Power (zusammen mit Peter Sandig) (2009)

### Alben
- Ich fahr’ das Taxi 408 (1983)
- Irgendein Haken ist immer dabei (1987)
- Zwischen Himmel und Erde (1994)
- Mein bester Kumpel… Die größten Hits aus 25 Jahren (2004)
- Immer lächeln (2009)